# Fryšava pod Žákovou horou
Fryšava pod Žákovou horou là một làng thuộc huyện Žďár nad Sázavou, vùng Vysočina, Cộng hòa Séc.